# NGC 4506
NGC 4506 é uma galáxia espiral barrada (SBa) localizada na direcção da constelação de Coma Berenices. Possui uma declinação de +13° 25' 13" e uma ascensão recta de 12 horas, 32 minutos e 10,5 segundos.
A galáxia NGC 4506 foi descoberta em 14 de Janeiro de 1787 por William Herschel.